# RKUD „Pelagić“ Banjaluka
Radničko kulturno umjetničko drustvo R.K.U.D "Pelagić" iz Banje Luke, osnovano je 1927. godine, te spada u jedno od najstarijih kulturno umjetničkih društava u bivšoj SFRJ.
Trenutno broji oko 400 članova podjeljenih u tri sekcije:
1. Folklorni ansambl (koreograf: Mile Milosavljević)
2. Narodni orkestar (umjetnički rukovodilac: Darko Ružičić)
3. Tamburaški orkestar (pod rukovodstvom Marka Popovića)

Više informacija o R.K.U.D "Pelagić" možete vidjeti na internet stranici http://www.rkud-pelagic.org Архивирано на веб-сајту  (6. март 2019)